# Breitenau am Hochlantsch
Breitenau am Hochlantsch là một đô thị thuộc huyện Bruck an der Mur thuộc bang Steiermark, nước Áo. Đô thị Breitenau am Hochlantsch có diện tích 62,48 km², dân số thời điểm cuối năm 2005 là 1985 người.